# Geodina guanacastensis
Geodina guanacastensis är en svampart som beskrevs av Denison 1965. Geodina guanacastensis ingår i släktet Geodina och familjen Sarcoscyphaceae.   Inga underarter finns listade i Catalogue of Life.